# 德伊芬
德伊芬（Duiven）是荷蘭的一個市镇，位於荷蘭東部。現在德伊芬的旗帜採用於1954年6月25日。德伊芬在行政區劃上屬於海爾德蘭省。

## 外部連結
- 维基共享资源上的相關多媒體資源：德伊芬